# Saturday Night Wrist
Saturday Night Wrist es el quinto álbum de estudio de Deftones. Fue lanzado el 31 de octubre de 2006 por Maverick Records y producido por Bob Ezrin, que sustituyó a Terry Date, productor habitual de Deftones, porque, según los miembros de la banda, necesitaban "una patada en el trasero... Terry podía intentarlo, pero nos conocíamos desde hace mucho tiempo para que pudiera lograrlo, Bob realmente nos empujó para hacer las cosas lo mejor posible".
Para conseguir este cambio de actitud, la banda se encerró en los estudios Carriage House, en Stamford, Connecticut, una fría ciudad que se encuentra a 25 millas al noroeste de Nueva York y que presume de ser la más segura del país. Chino Moreno admite que "es un lugar sereno, en medio de la nada".
El disco se presentó, por tanto, con la novedad en el cambio de productor y con una colaboración especial. Serj Tankian, cantante de System Of A Down, cantando a dúo con Chino Moreno en el sencillo "Mein". El otro sencillo del disco sería "Hole in the Earth". Las ventas siguieron la óptima línea que venía firmando Deftones, colocándose en el 10º lugar del Billboard estadounidense de 2006. En los Billboard de Canadá y de música rock consiguieron el cuarto puesto. La otra colaboración del disco es la "Pink Cellphone", con la californiana Annie Hardy, líder y compositora de Giant Drag cantando a dúo con Chino Moreno en una polémica canción en la que Hardy pronuncia un extenso monólogo con referencias sexuales muy explícitas tales como sexo anal y felaciones. También contiene el primer tema instrumental de la banda, llamado "U,U,D,D,L,R,L,R,A,B,Select,Start", del que tomaron el título de un truco de un juego de Nintendo (código Konami).

## Listado de canciones
1. "Hole in the Earth" (Deftones) - 4:09
2. "Rapture" (Deftones) - 3:25
3. "Beware " (Deftones) - 6:00
4. "Cherry Waves" (Deftones) - 5:17
5. "Mein" (con Serj Tankian) (Deftones/Serj Tankian/Shaun Lopez) - 3:59
6. "U,U,D,D,L,R,L,R,A,B,Select,Start" (Deftones) - 4:12
7. "Xerces" (Deftones/Rick Verrett) - 3:42
8. "Rats!Rats!Rats!" (Deftones) - 4:00
9. "Pink Cellphone" (con Annie Hardy) (Deftones/Annie Hardy) - 5:04
  - La "versión limpia (o editada)" excluye términos ofensivos relacionados con felaciones y sexo anal.
10. "Combat" (Deftones) - 4:46
11. "Kimdracula" (Deftones) - 3:15
12. "Rivière" (Deftones) - 3:45
13. "Drive" (Ric Ocasek) - 4:50 (canción extra en iTunes) (versión de The Cars)

## Créditos
- Abe Cunningham - batería
- Chi Cheng - bajo
- Chino Moreno - voz, guitarra
- Frank Delgado - teclados, sampler
- Stephen Carpenter - guitarra
- Bob Ezrin, Shaun Lopez y Deftones - productores
- Ryan Williams - mezclas
- Mezclado en Pulse Recordings y en Westlake Studios, Los Ángeles, California
- Serj Tankian - cantante adicional (en "Mein")
- Annie Hardy - cantante adicional (en "Pink Cellphone")